# اکبر حیدری
اکبر حیدری از تهران بازیکن سابق فوتبال ایران بود. وی سابقه بازی در باشگاه فوتبال طوفان را دارد. وی در دوران بازی در تیم توفان به «اکبر توفان» معروف بود.
وی عضو اولین تیم ملی فوتبال ایران در سال ۱۹۴۱ در مقابل تیم ملی فوتبال افغانستان بوده‌است. وی در این بازی اولین کاپیتان تیم ملی ایران بود.
وی در تیم توفان هم بازی حسین صدقیانی بود.